# Platycnemis phyllopoda
Platycnemis phyllopoda là loài chuồn chuồn trong họ Platycnemididae. Loài này được Djakonov mô tả khoa học đầu tiên năm 1926.